# 윈난 플라잉 타이거스 FC
윈난 플라잉 타이거스 FC( Yunnan Flying Tigers Football Club云南飞虎足球俱乐部(중국어: 云南飞虎足球俱乐部 )는 중국 리장시 윈난성 연고를 두고 있는 중국의 프로 축구 클럽으로, 홈 경기장은 22,400석 규모 의 리장 스포츠 개발 센터 경기장을 사용한다. 